# Toubab Dialo
Toubab Dialo (ou Toubab Dialaw) est un village du Sénégal, situé sur la Petite-Côte, au sud de Dakar, entre Bargny et Popenguine. Il fait partie de la commune de Yenne, du département de Rufisque et de la région de Dakar.

## Histoire
Selon la légende – volontiers relayée par les guides touristiques –, El Hadj Omar Tall, figure inspiratrice des Toucouleurs, serait venu dans ce village et aurait fait jaillir sur la plage une source d'eau douce aux vertus mystérieuses.

## Géographie
Les localités les plus proches sont Yene, Daga et Popenguine-Ndayane.

### Population
Le village comptait 2 210 habitants en 2003. En 2013 on y a dénombré 2 915 personnes.
Ce sont principalement des Lébous, mais des Sérères et des Peulhs y vivent également.

### Économie
Village de pêcheurs adossé à la falaise, Toubab Dialo se tourne maintenant vers le tourisme, grâce à un environnement paisible propice aux baignades et aux promenades.

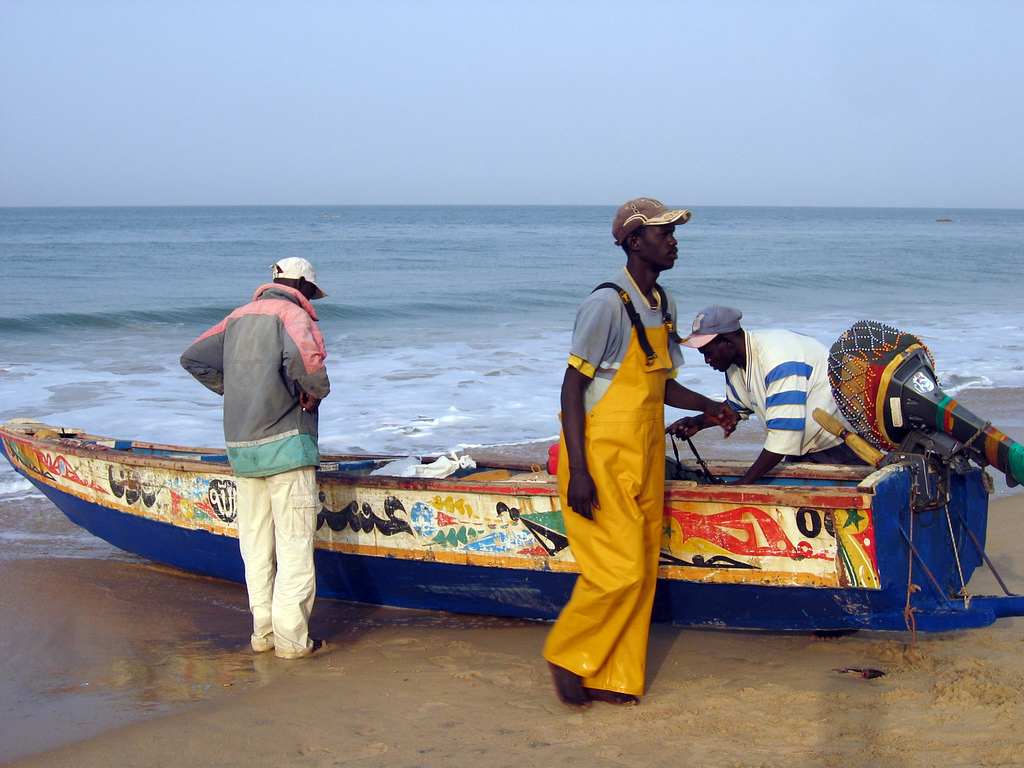
Bateau de pêche.
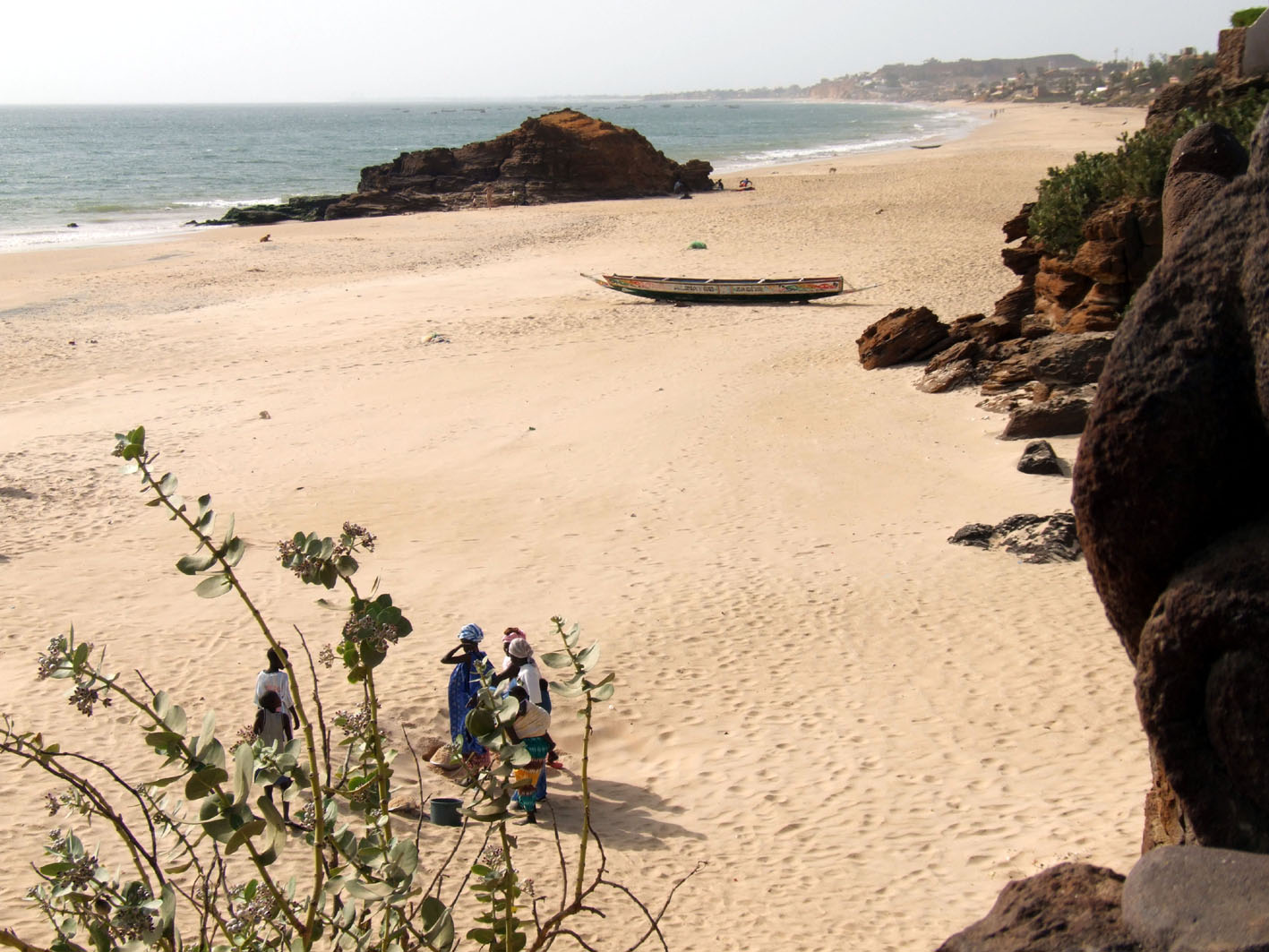
Plage de sable.
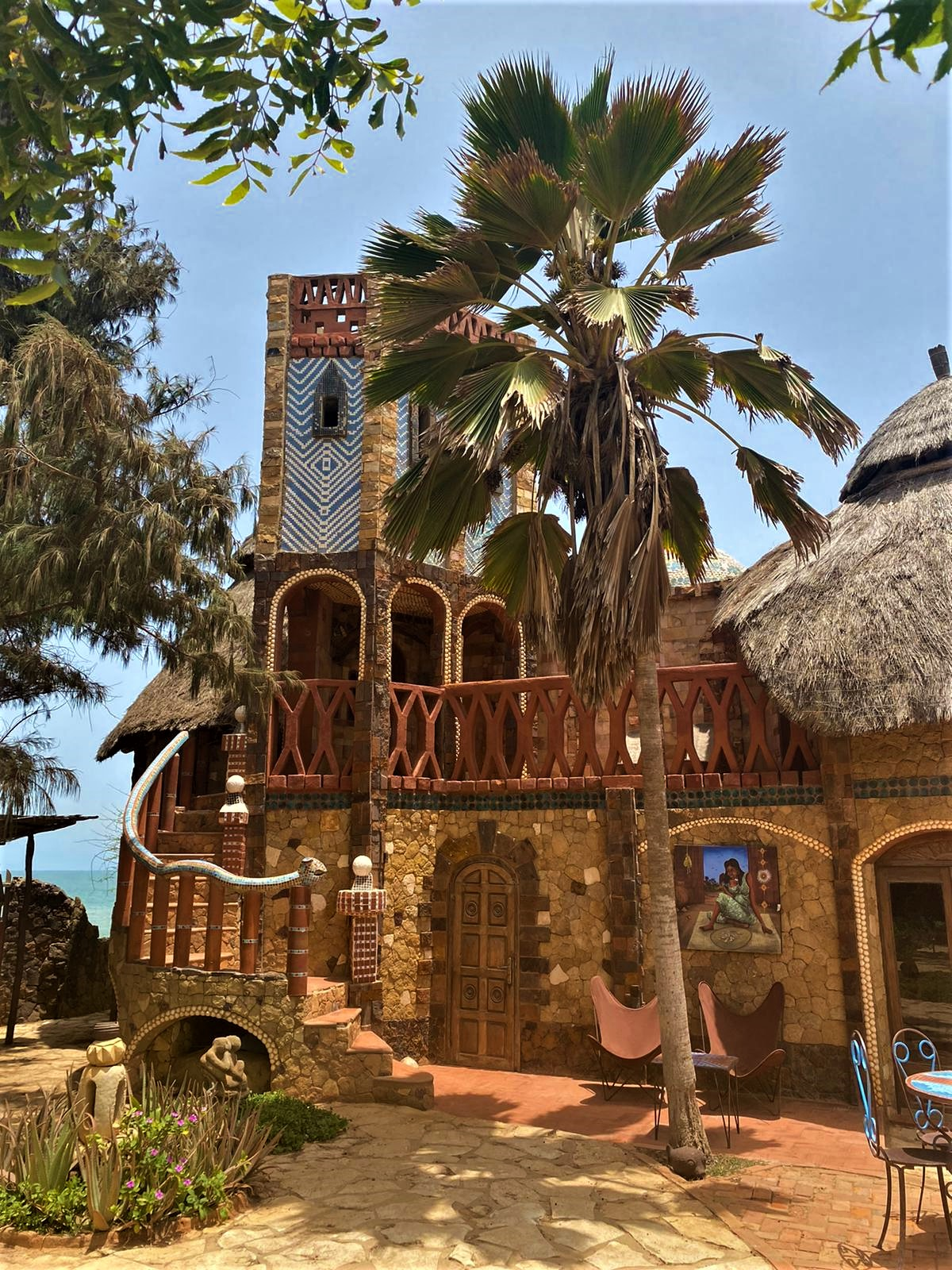
Hôtel décoré.

## Culture
Le village abrite l'École des Sables, un centre international de danses traditionnelles et contemporaines d'Afrique créé en 1998 et animé par la chorégraphe Germaine Acogny,. En 2020-2022, 36 jeunes danseurs africains y répètent et créent Le Sacre du printemps d'Igor Stravinsky en reprenant la  chorégraphie de Pina Bausch ; ils sont filmés dans le documentaire Dancing Pina de Florian Heinzen-Ziob.
Il y a aussi une galerie d'art, K'you Gallery. 
Gérard Chenet y a fondé un hôtel/centre culturel Sobo Badé.

## Personnalités
- L'écrivain haïtien Gérard Chenet y vit depuis 1968[11].
- Germaine Acogny[12].
- Sylvain Durif, personnalité des réseaux sociaux connue pour ses propos fantaisistes ; dit le Grand Monarque, le Christ Cosmique, le Roi et le Pape Pierre, le Messie, l'Homme Vert, Merlin l'Enchanteur, le Président de la Gouvernance Pacifique Planétaire et Cosmique Elvita, le Président de la France et de tous les pays du monde et du Cosmos, y réside depuis 2017[13].
- L'ancien blogueur Mickael Mingeau y réside depuis 2012.

### Filmographie
- (nl) Alhamdoulilah !, film documentaire de Janica Draisma, Pays-Bas/Sénégal (certaines scènes ont été tournées à Toubab Dialo).